# Saint-Merd-la-Breuille
Saint-Merd-la-Breuille est une commune française située dans le département de la Creuse, en région Nouvelle-Aquitaine.

## Géographie

### Généralités

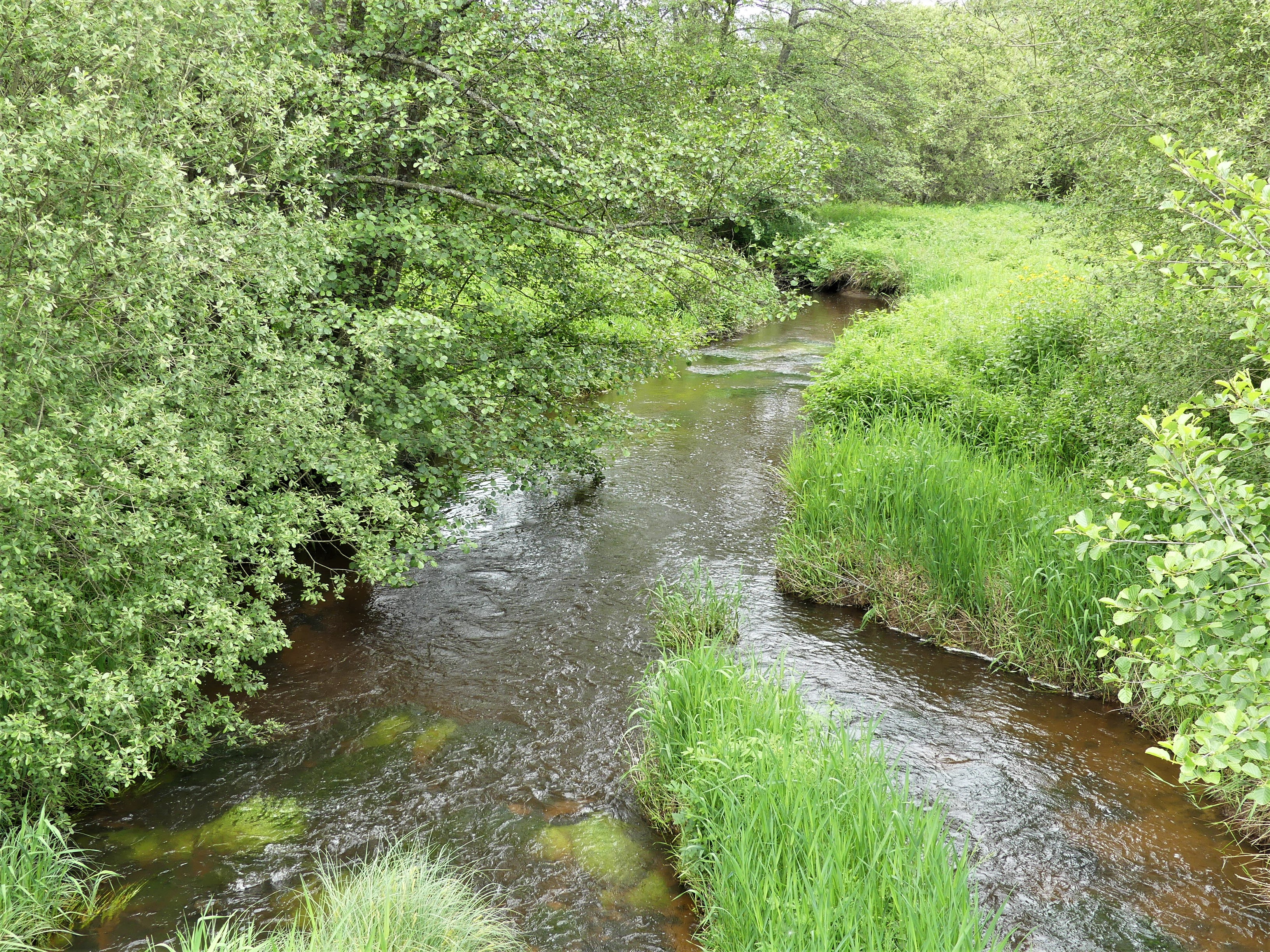
La Méouzette au pont près du lieu-dit Ganne Courtioux.

À l'extrême sud-est du département de la Creuse, la commune de Saint-Merd-la-Breuille s'étend sur 40,19 km2. Limitrophe des départements de la Corrèze et du Puy-de-Dôme, son territoire est arrosé par la Méouzette et très brièvement par la Ramade. Il est bordé au sud sur près de cinq kilomètres par le ruisseau de Feyt.
L'altitude minimale 717 mètres se trouve localisée à l'extrême sud-est, près du lieu-dit les Allys, là où la Méouzette quitte la commune et entre sur celle de Laroche-près-Feyt. L'altitude maximale avec 846 mètres est située à l'extrême sud-ouest, en limite de la commune d'Eygurande, près du lieu-dit le Travers.
Traversé par la route départementale (RD) 18, le bourg de Saint-Merd-la-Breuille est situé, en distances orthodromiques, 23 kilomètres au nord-nord-est d'Ussel et 31 kilomètres au sud-est d'Aubusson.
Le territoire communal est également desservi par les RD 18A4 et 79.

### Communes limitrophes

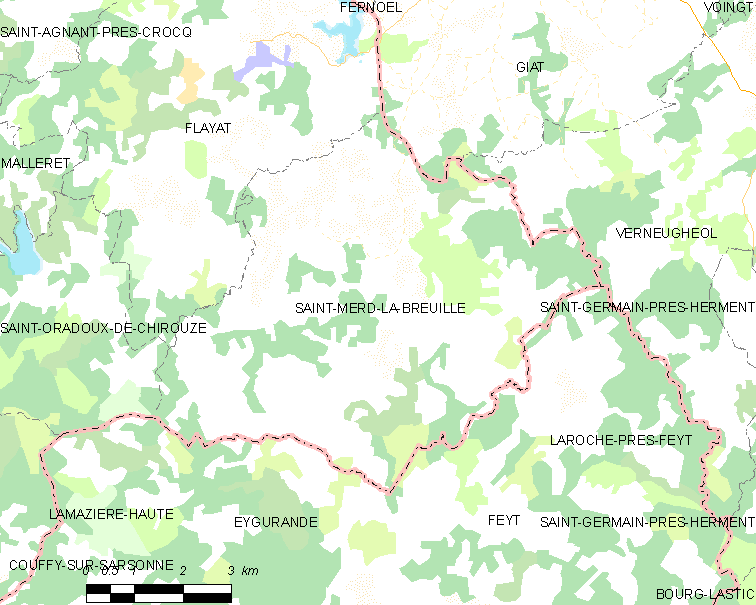
Carte de Saint-Merd-la-Breuille et des communes avoisinantes.

Saint-Merd-la-Breuille est limitrophe de sept autres communes, dont trois dans le département de la Corrèze et deux dans celui du Puy-de-Dôme.
Au sud-ouest, son territoire est distant de moins de 500 mètres de la commune corrézienne de Lamazière-Haute.
| Flayat                    |                        | Giat (Puy-de-Dôme), Verneugheol (Puy-de-Dôme) |
|                           | Saint-Merd-la-Breuille | Laroche-près-Feyt (Corrèze)                   |
| Saint-Oradoux-de-Chirouze | Eygurande (Corrèze)    | Feyt (Corrèze)                                |

### Climat
Pour des articles plus généraux, voir Climat de la Nouvelle-Aquitaine et Climat de la Creuse.
Historiquement, la commune est exposée à un climat montagnard.  
En 2020, Météo-France publie une typologie des climats de la France métropolitaine dans laquelle la commune est exposée à un climat de montagne et est dans la région climatique  Ouest et nord-ouest du Massif Central, caractérisée par une pluviométrie annuelle de 900 à 1 500 mm, maximale en automne et en hiver.
Pour la période 1971-2000, la température annuelle moyenne est de 8,9 °C, avec  une amplitude thermique annuelle de 15 °C. Le cumul annuel moyen de précipitations est de 1 053 mm, avec 13,3 jours de précipitations en janvier et 8,3 jours en juillet. Pour la période 1991-2020, la température moyenne annuelle observée sur la station météorologique la plus proche, située sur la commune de La Courtine à 14 km à vol d'oiseau, est de 9,3 °C et le cumul annuel moyen de précipitations est de 1 092,6 mm,. Pour l'avenir, les paramètres climatiques de la commune estimés pour 2050 selon différents scénarios d’émission de gaz à effet de serre sont consultables sur un site dédié publié par Météo-France en novembre 2022.

## Urbanisme

### Typologie
Au 1er janvier 2024, Saint-Merd-la-Breuille est catégorisée commune rurale à habitat très dispersé, selon la nouvelle grille communale de densité à 7 niveaux définie par l'Insee en 2022.
Elle est située hors unité urbaine et hors attraction des villes,.

### Occupation des sols
L'occupation des sols de la commune, telle qu'elle ressort de la base de données européenne d’occupation biophysique des sols Corine Land Cover (CLC), est marquée par l'importance des territoires agricoles (70,4 % en 2018), en augmentation par rapport à 1990 (67 %). La répartition détaillée en 2018 est la suivante : 
prairies (35,7 %), zones agricoles hétérogènes (34,7 %), forêts (28,1 %), milieux à végétation arbustive et/ou herbacée (1,5 %). L'évolution de l’occupation des sols de la commune et de ses infrastructures peut être observée sur les différentes représentations cartographiques du territoire : la carte de Cassini (XVIIIe siècle), la carte d'état-major (1820-1866) et les cartes ou photos aériennes de l'IGN pour la période actuelle (1950 à aujourd'hui).

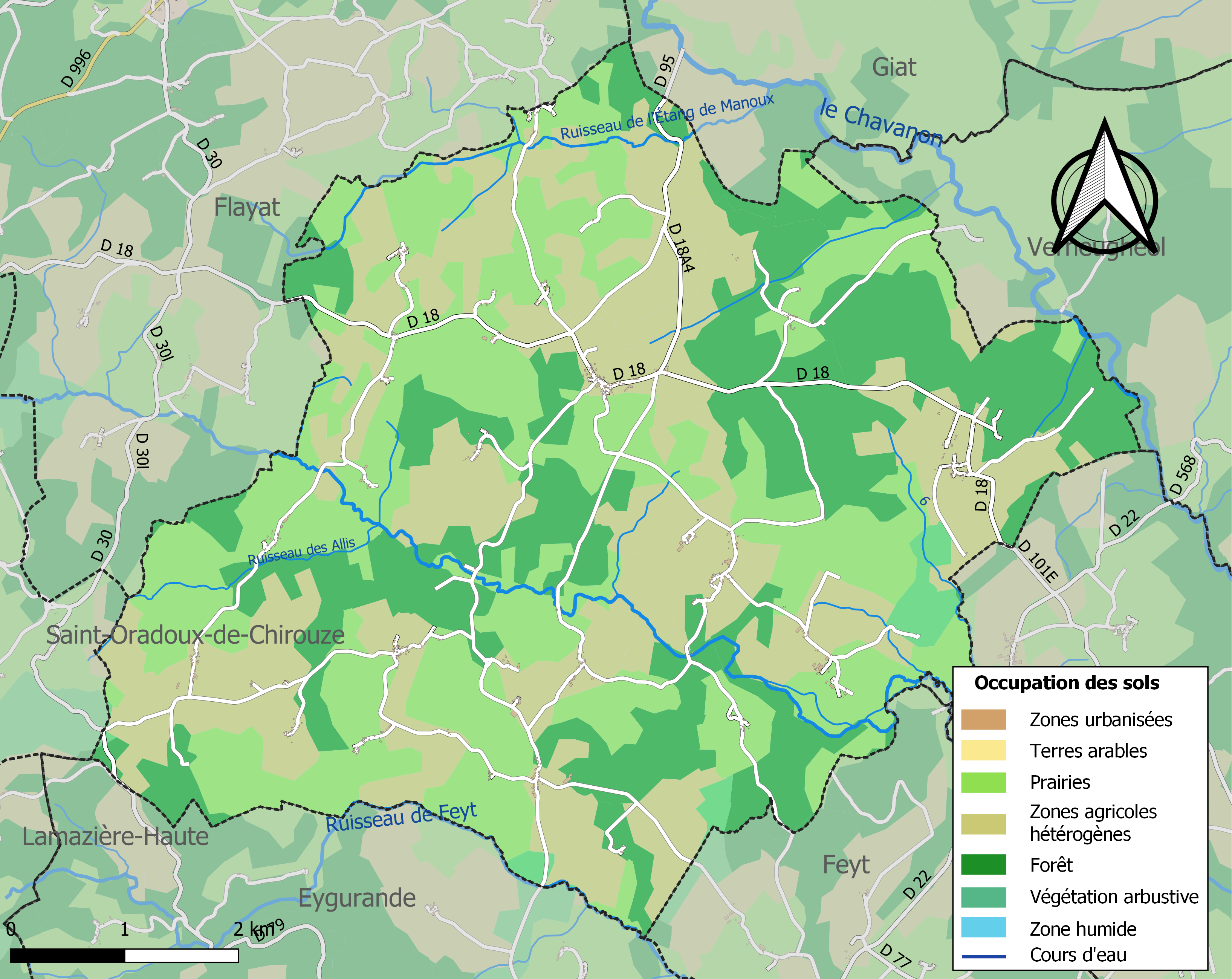
Carte des infrastructures et de l'occupation des sols de la commune en 2018 (CLC).

### Transport routier
- Réseau TransCreuse

### Risques majeurs
Le territoire de la commune de Saint-Merd-la-Breuille est vulnérable à différents aléas naturels : météorologiques (tempête, orage, neige, grand froid, canicule ou sécheresse) et séisme (sismicité faible). Il est également exposé à un risque particulier : le risque de radon. Un site publié par le BRGM permet d'évaluer simplement et rapidement les risques d'un bien localisé soit par son adresse soit par le numéro de sa parcelle.

#### Risques naturels

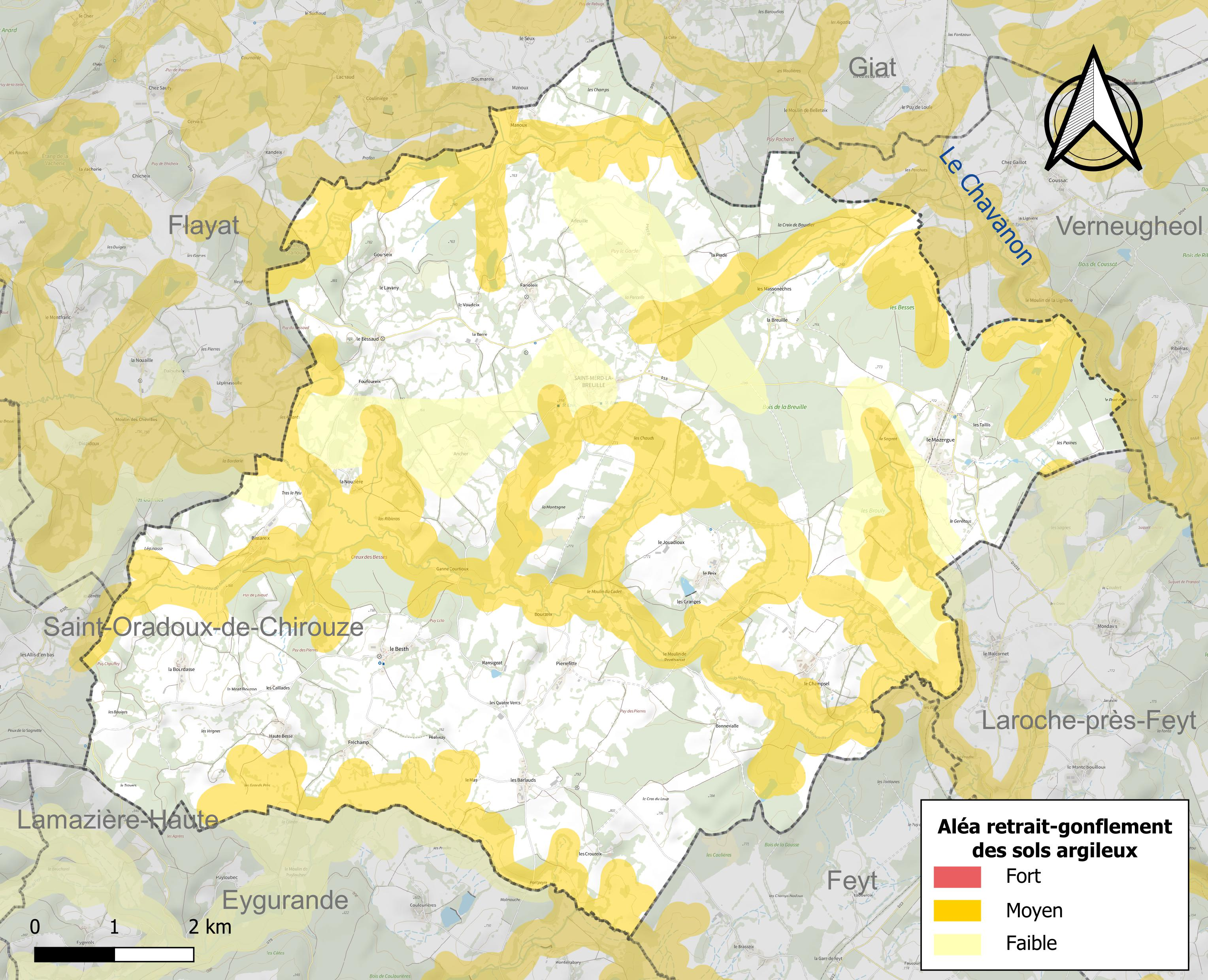
Carte des zones d'aléa retrait-gonflement des sols argileux de Saint-Merd-la-Breuille.

Le retrait-gonflement des sols argileux est susceptible d'engendrer des dommages importants aux bâtiments en cas d’alternance de périodes de sécheresse et de pluie. 33 % de la superficie communale est en aléa moyen ou fort (33,6 % au niveau départemental et 48,5 % au niveau national). Sur les 215 bâtiments dénombrés sur la commune en 2019, 16 sont en aléa moyen ou fort, soit 7 %, à comparer aux 25 % au niveau départemental et 54 % au niveau national. Une cartographie de l'exposition du territoire national au retrait gonflement des sols argileux est disponible sur le site du BRGM,.
Par ailleurs, afin de mieux appréhender le risque d’affaissement de terrain, l'inventaire national des cavités souterraines permet de localiser celles situées sur la commune.
La commune a été reconnue en état de catastrophe naturelle au titre des dommages causés par les inondations et coulées de boue survenues en 1982 et 1999. Concernant les mouvements de terrains, la commune a été reconnue en état de catastrophe naturelle au titre des dommages causés par des mouvements de terrain en 1999.

#### Risque particulier
Dans plusieurs parties du territoire national, le radon, accumulé dans certains logements ou autres locaux, peut constituer une source significative d’exposition de la population aux rayonnements ionisants. Certaines communes du département sont concernées par le risque radon à un niveau plus ou moins élevé. Selon la classification de 2018, la commune de Saint-Merd-la-Breuille est classée en zone 3, à savoir zone à potentiel radon significatif.

## Toponymie
Saint Merd est une francisation du nom occitan marchois de la commune : Sent Miard la Brolha issu de saint Médard de Noyon (Médardus).

## Histoire
On trouve une occupation humaine sur la commune de Saint-Merd-la-Breuille dès l'Antiquité.
Au lieu-dit Manoux, une butte avec un dolmen semble indiquer une occupation au Néolithique.

Au Moyen Âge, sur le territoire actuel de la commune se trouvait le château de Hautefeuille. Il est possible de retrouver des traces de son existence dans des documents du XVIe siècle. En effet, cette terre a été vendue par Jean de Rochefort à Antoine de la Fayette en 1539. Elle est ensuite restée dans les mains de la famille de La Fayette, d'après ce qui en est dit par Guillaume-Michel Chabrol, dans le tome IV de son ouvrage sur les Coutumes générales et locales de la province d'Auvergne (1784) : 

« La terre de Hautefeuille, paroisse de Flayat, a appartenu à Louis de la Fayette. Jean Motier de la Fayette, tué à la journée de Cognac en 1568, en étoit seigneur, ainsi que de Nades. Claude de la Fayette, son fils, seigneur des mêmes terres, épousa, le 22 novembre 1579, Marie d'Allègre, fille de Gaspard, seigneur de Viverols et de Beauvoir. Elle passa à François de la Fayette, qui épousa, en 1655, Magdeleine Pioche de la Vergne, célèbre dans la république des lettres. Cette branche de la maison de la Fayette s'est éteinte dans celle de la Trimouille. »

Le château fut détruit par les protestants pendant les guerres de Religion, en représailles à la bataille de Cognac en 1568, où son seigneur a trouvé la mort. Il était érigé sur la colline au nord des villages de Gourseix et du Vaudeix (au point coté à 766 mètres d'altitude sur la carte IGN) mais sur place, il ne reste pas de trace de son existence. Cependant, dans les villages environnants, des pierres provenant de ses ruines ont été réemployées pour la construction des maisons. Une pierre comportant un blason a ainsi été retrouvée sur le mur d'une maison. Ce blason a été repris comme blason de la commune.

## Politique et administration

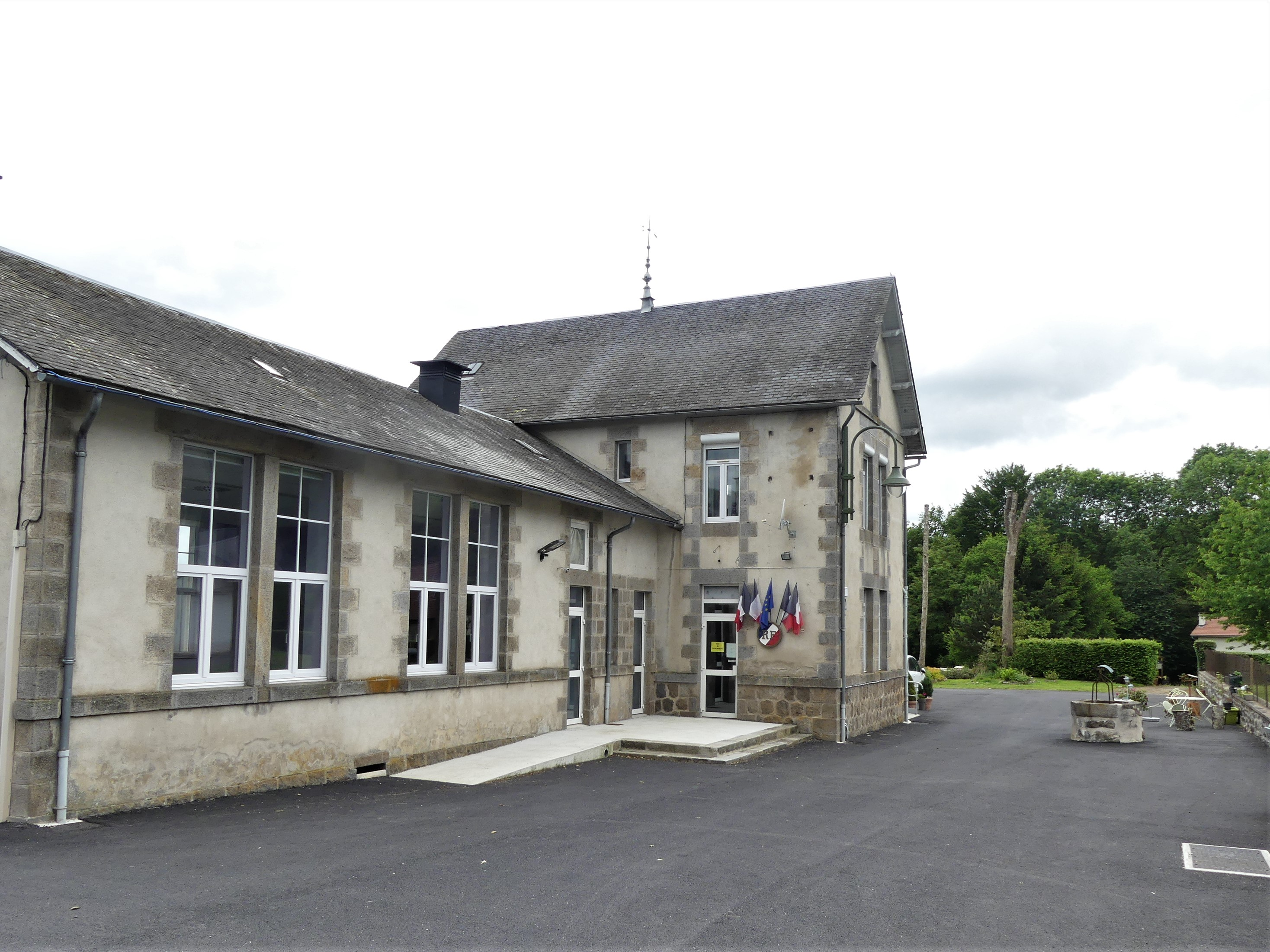
La mairie en 2018.

| Période                                  | Période  | Identité     | Étiquette | Qualité     |
| ---------------------------------------- | -------- | ------------ | --------- | ----------- |
| Les données manquantes sont à compléter. |          |              |           |             |
|                                          |          |              |           |             |
| mars 2001                                | En cours | Guy Faugeron | PS        | Agriculteur |

## Démographie
L'évolution du nombre d'habitants est connue à travers les recensements de la population effectués dans la commune depuis 1793. Pour les communes de moins de 10 000 habitants, une enquête de recensement portant sur toute la population est réalisée tous les cinq ans, les populations de référence des années intermédiaires étant quant à elles estimées par interpolation ou extrapolation. Pour la commune, le premier recensement exhaustif entrant dans le cadre du nouveau dispositif a été réalisé en 2008.

En 2022, la commune comptait 195 habitants, en évolution de +3,17 % par rapport à 2016 (Creuse : −3,32 %, France hors Mayotte : +2,11 %).
| 1793  | 1800  | 1806 | 1821  | 1831  | 1836  | 1841  | 1846  | 1851  |
| ----- | ----- | ---- | ----- | ----- | ----- | ----- | ----- | ----- |
| 1 235 | 1 087 | 824  | 1 276 | 1 235 | 1 266 | 1 163 | 1 284 | 1 249 |

| 1856  | 1861  | 1866  | 1872  | 1876  | 1881  | 1886  | 1891  | 1896  |
| ----- | ----- | ----- | ----- | ----- | ----- | ----- | ----- | ----- |
| 1 232 | 1 087 | 1 104 | 1 077 | 1 080 | 1 033 | 1 046 | 1 077 | 1 128 |

| 1901  | 1906  | 1911  | 1921 | 1926 | 1931 | 1936 | 1946 | 1954 |
| ----- | ----- | ----- | ---- | ---- | ---- | ---- | ---- | ---- |
| 1 135 | 1 035 | 1 051 | 905  | 813  | 740  | 719  | 648  | 538  |

| 1962 | 1968 | 1975 | 1982 | 1990 | 1999 | 2006 | 2008 | 2013 |
| ---- | ---- | ---- | ---- | ---- | ---- | ---- | ---- | ---- |
| 461  | 416  | 330  | 271  | 238  | 238  | 215  | 208  | 190  |

| 2018 | 2022 | - | - | - | - | - | - | - |
| ---- | ---- | - | - | - | - | - | - | - |
| 193  | 195  | - | - | - | - | - | - | - |

## Culture locale et patrimoine

### Lieux et monuments
- Église Saint-Médard reconstruite au XVIe siècle et réaménagée aux XVIIIe et XIXe siècles[23]. Elle est inscrite à l'Inventaire général du patrimoine culturel[23].
- Château Dupeyrix-Lavetizon dans le bourg, à l'ouest de l'église[24].
- Chapelle du Besth, membre de la commanderie de Sainte-Anne de l'ordre de Saint-Jean de Jérusalem jusqu'en 1789.
- Fontaine de dévotion Saint-Jean-Baptiste[25], au Besth.

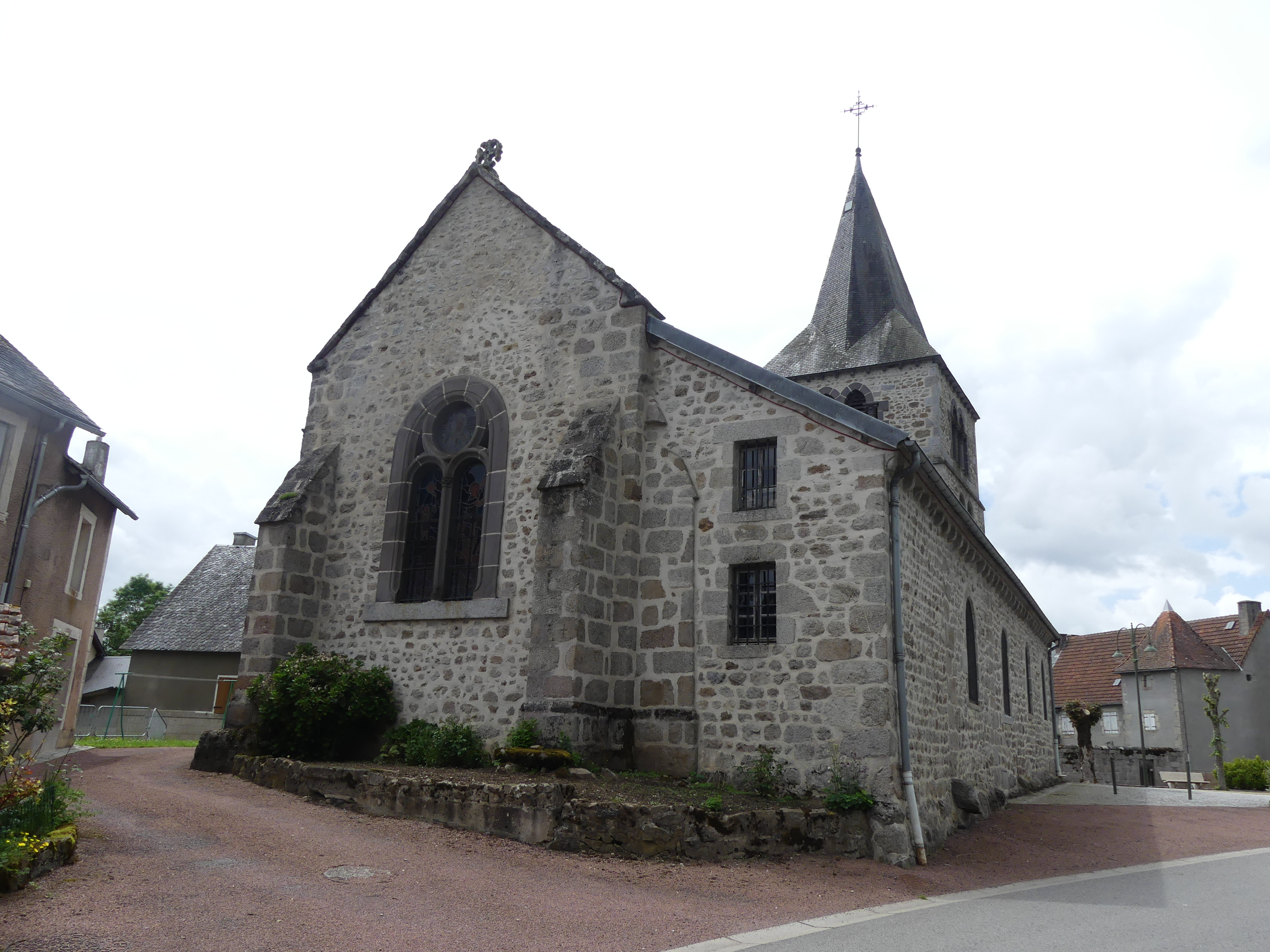
Le chevet de l'église.
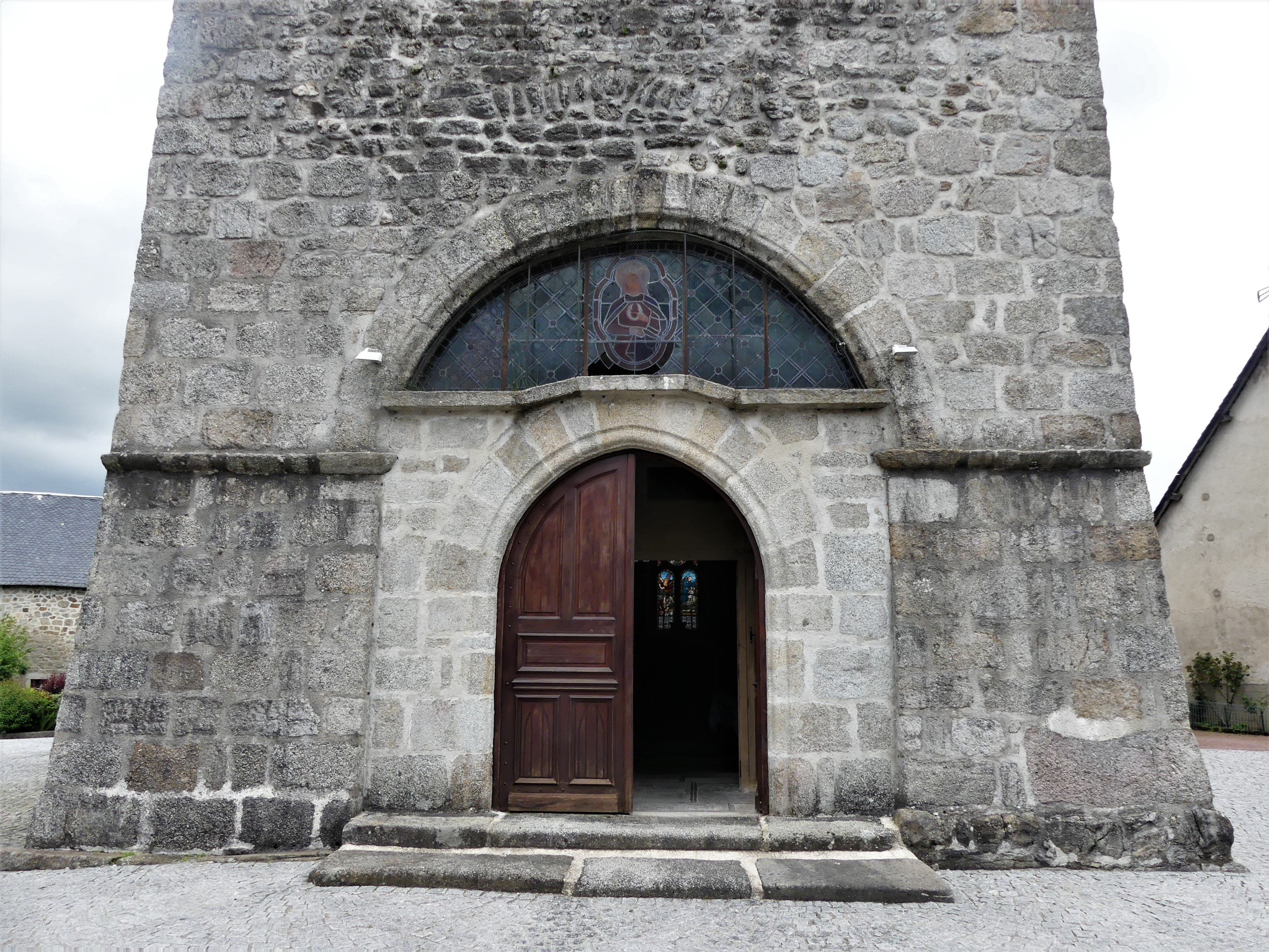
Son portail.
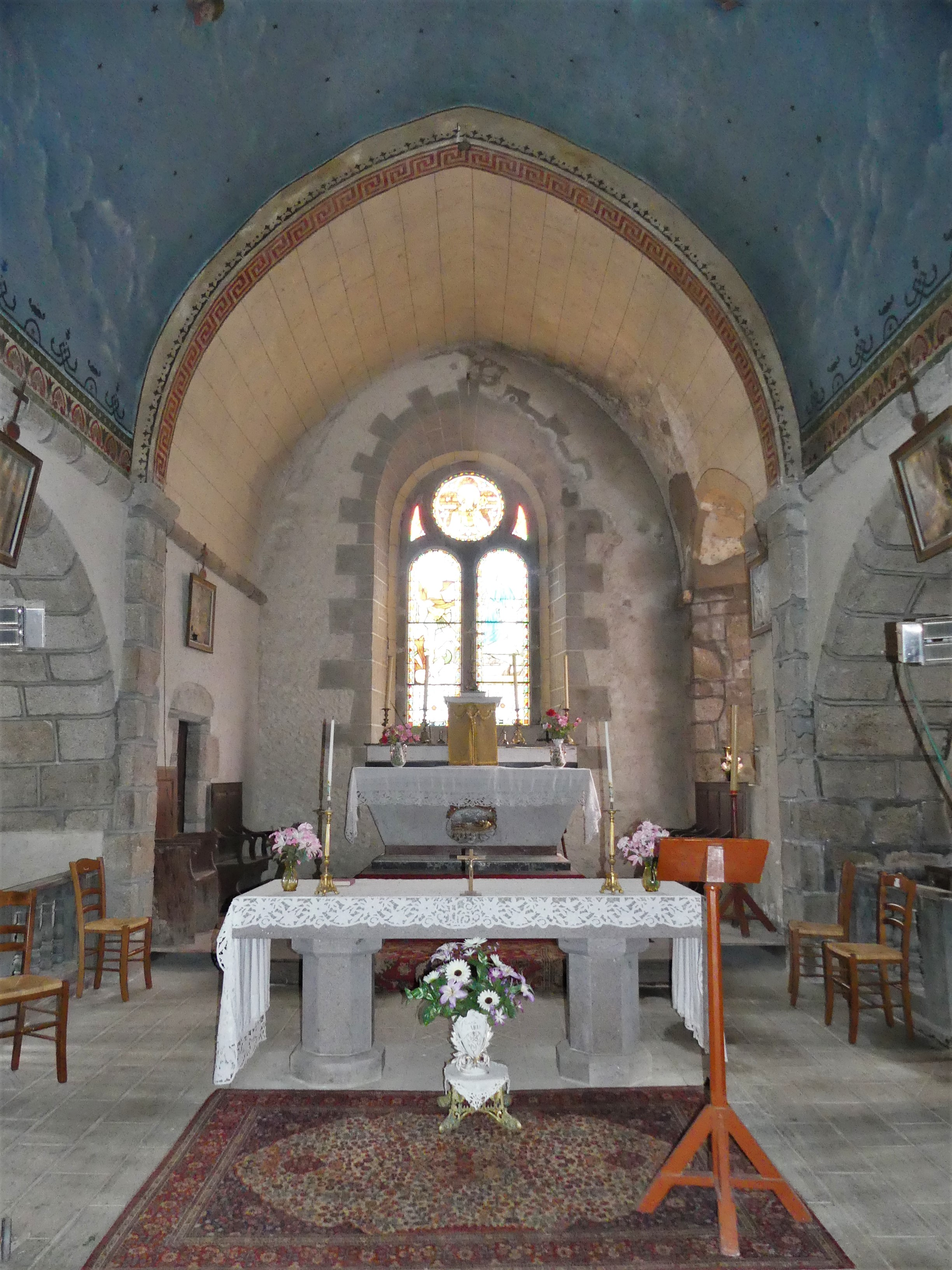
Son chœur.
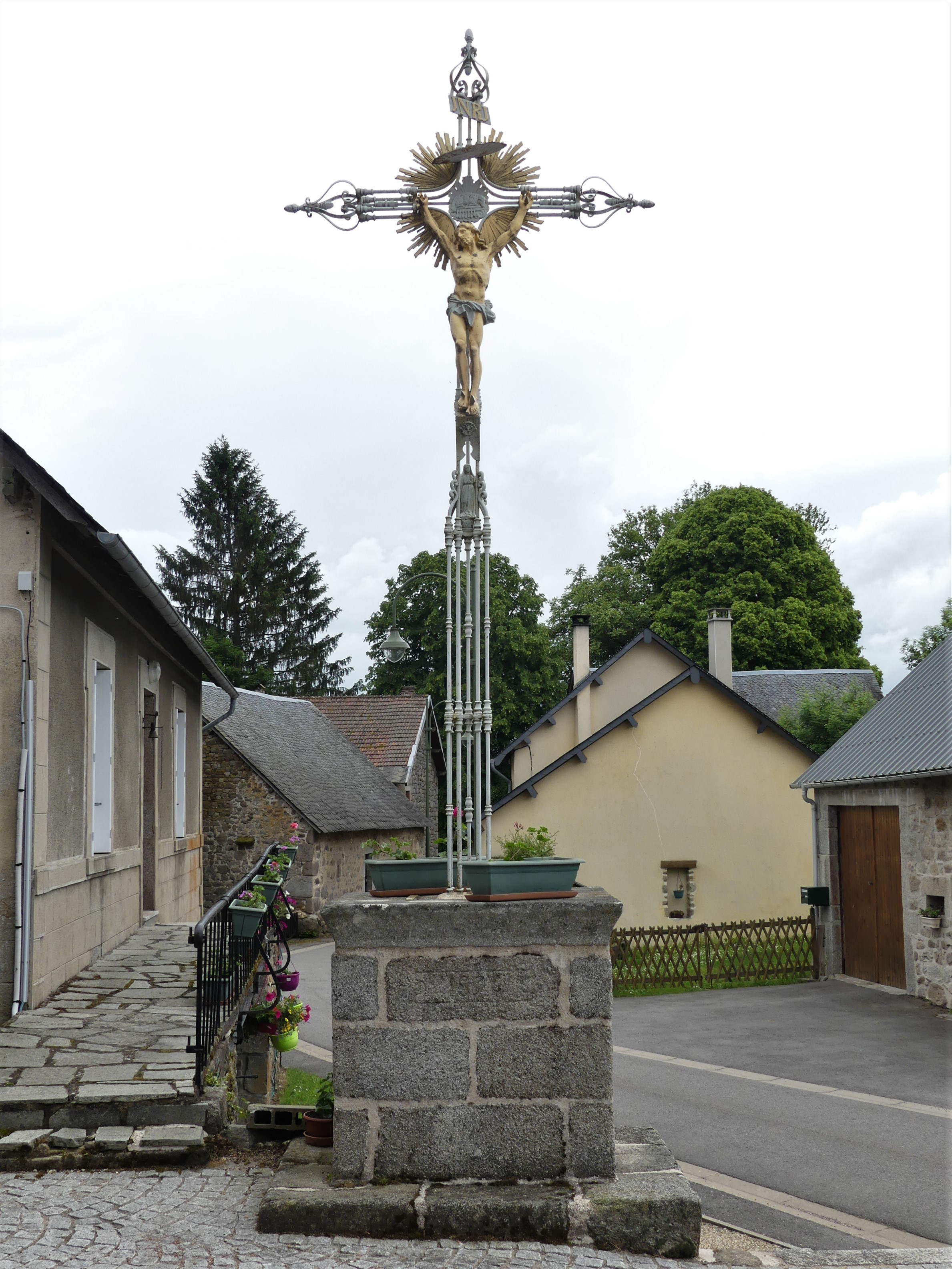
Calvaire à côté de l'église.

### Héraldique
| Armes | Les armes de Saint-Merd-la-Breuille se blasonnent ainsi : « Coupé : au 1er parti au I d'argent à trois fusées de gueules rangées en fasce, au II de gueules au lion d'argent, au 2e d'azur à deux chevrons d'or ». |